# Being at Home with Claude
Being at Home with Claude è un film del 1992 diretto da Jean Beaudin e basato sull'opera teatrale omonima scritta da René-Daniel Dubois.

## Trama
Montréal. Yves e Claude sono due omosessuali. Mentre stanno facendo l'amore, dalla tavola cadono un bicchiere e un coltello: Yves, in uno scatto, afferra il coltello e recide la gola al suo compagno, poi scende in strada e fugge in una folle corsa, interrotta solo da una telefonata alla polizia.
Yves viene arrestato e confessa spontaneamente l'omicidio di Claude, ma non intende dare spiegazioni del gesto. Inizia un braccio di ferro tra l'ispettore e Yves, fino a che quest'ultimo cede e inizia a raccontare come si sono svolti gli eventi e soprattutto le motivazioni che lo hanno portato a quel gesto.
Yves racconta che lui faceva l'amore con gli uomini per soldi ma quando ha incontrato Claude si era veramente innamorato: Claude era pieno di attenzioni per lui, leggeva per lui, piangeva con lui, parlavano, erano come una persona sola. Yves dice che Claude lo aveva reso migliore. Poi, racconta all'ispettore, che una sera, in cui erano assieme, era squillato il telefono, Claude aveva risposto e da allora le cose erano cambiate, Claude era diventato più freddo. Dopo un solo mese, la storia si era interrotta, ed Yves capisce solo ora, che parla con l'ispettore, che Claude aveva fatto una scelta; Claude infatti aveva una famiglia, ma Yves lo scopre solo ora, sotto interrogatorio.
Poi una sera, proseguendo il racconto, Yves dice che lui e Claude si erano ritrovati, in una panchina, nei giardini fuori di un locale dal quale era appena uscito, salgono in un taxi per andare a casa di Claude, dove però lui si addormenta e Yves va via. Finalmente, tra i vari flashback dei fatti che Yves racconta all'ispettore, Yves parla della sera dell'omicidio; era il successivo week-end, racconta di aver cenato a casa di Claude e poi aver fatto l'amore in cucina, con lui, in un modo che non era mai avvenuto prima. Yves racconta i fatti con tanta passione da lasciare senza parole lo stesso ispettore. Yves prosegue raccontando che, proprio mentre fanno l'amore, dalla tavola cade il coltello, il coltello che impugna e con cui, senza spiegarsi il motivo, uccide il suo amore.
Yves riesce a spiegare il gesto solamente quando dice all'ispettore, attonito dal racconto, che per lui Claude era tutto; un fratello, un amico, l'amante la sua vita, e che adesso è solo suo. A stenti, dopo il racconto, l'ispettore si riprende e fa portare via Yves, rimanendo solo nella stanza.

## Produzione
Il film è stato interamente girato a Montréal, in Canada.

## Distribuzione
Il film è uscito nelle sale canadesi nell'ottobre 1993 ed è stato messo in commercio in VHS dalla Fox Lorber Home Video.

## Accoglienza

### Critica
Il film ha ricevuto un'accoglienza contrastante da parte della critica al momento della sua uscita. Alcuni critici hanno lodato la performance degli attori e la capacità di Beaudin di adattare la pièce teatrale di Dubois sul grande schermo. D'altro canto, Roger Ebert ha espresso un giudizio molto negativo sul film, sostenendo che esso offre una narrazione stereotipata e sottolineando che le scelte della regia e della sceneggiatura hanno messo in secondo piano la profondità emotiva della storia.

## Riconoscimenti
- 1992 - Genie Award
  - Premio al miglior composizione di musiche a Richard Grégoire
  - Candidatura a miglior direzione artistica a François Séguin
  - Candidatura a miglior fotografia a Thomas Vámos
  - Candidatura a miglior regista a Jean Beaudin
  - Candidatura a miglior montaggio cinematografico a André Corriveau
  - Candidatura a miglior miglior film a Louise Gendron
  - Candidatura a miglior direzione sonora aJocelyn Caron, Michel Descombes, Michel Charron, Luc Boudrias
  - Candidatura a miglior attore a Jacques Godin
  - Candidatura a miglior montaggio sonoro a Jérôme Décarie, Mathieu Beaudin, Carole Gagnon, Marcel Pothier